# Arnaud de Boyrie
Pour les articles homonymes, voir Boyrie.
Arnaud de Boyrie (mort en février 1503) , est un ecclésiastique qui fut évêque de Dax de 1499 à 1503.

## Biographie
Arnaud de Boyrie est le neveu de son prédécesseur Bertrand de Boyrie et vraisemblablement le fils de Raymond de Borye seigneur de Poy qui acquiert en 1481 la seigneurie de Pontonx. Il est notaire apostolique et âgé de moins de 30 ans car le Pape doit lui accorder une dispense d'âge pour se faire consacrer lors de sa désignation le 20 mars 1499. On a peu de détails sur son bref épiscopat hormis les difficultés qu'il rencontre avec les États du Béarn lorsqu'il refuse, pour une raison inconnue, de donner un successeur à l'official d'Orthez qui le représentait dans cette région. Les États du Béarn qui se tiennent à Pau en septembre 1499 en présence du roi Jean III de Navarre et de son épouse Catherine de Navarre, demandent de ne pas admettre le nouvel évêque à prêter serment tant que nomination n'aura pas été régularisée. Peu après la mort de son oncle Bertrand en octobre 1502, Arnaud de Boyrie meurt lui aussi en février 1503.